# Stanisław Sommer
Stanisław Sommer, ps. „Makina” (ur. 12 listopada 1923 w Jaworznie, zm. 6 kwietnia 2002 w Warszawie) – kapral podchorąży Wojska Polskiego, fotograf, pisarz. Ojciec dziennikarki Karoliny Korwin-Piotrowskiej

## Życiorys

### II wojna światowa
W czasie okupacji był żołnierzem „Kompanii Warszawskiej” saperów w 27 Wołyńskiej Dywizji Armii Krajowej. Walczył na Wołyniu, gdzie został odznaczony Orderem Virtuti Militari.
Do Warszawy wrócił pod koniec lipca 1944. W powstaniu warszawskim brał udział jako żołnierz batalionu „Czata 49”, walczył na Woli, Czerniakowie i Starym Mieście. Ranny 12 sierpnia 1944 roku w czasie walk w rejonie Stawek na przyczółku Czerniakowskim, 20 września 1944 przepłynął Wisłę w grupie rannych z batalionu „Czata 49". Z fotografii, które wykonał w czasie powstania, ocalało kilkanaście klatek z rejonu Starego Miasta. Fotografował aparatem Contax. Podczas okupacji mieszkał wraz z Bronisławem Bachlińskim pod jednym adresem, przy ulicy Hożej 42 w Warszawie.

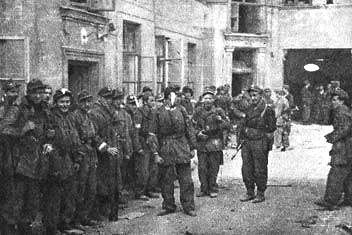
Powstanie warszawskie: Zdzisław Zołociński „Piotr” (po prawej) i żołnierze z plutonu por. „Szczęsnego” z batalionu „Czata 49" w połowie sierpnia na podwórzu domu stanowiącego wysuniętą placówkę powstańczą na rogu ulic Bonifraterskiej i Żoliborskiej (zdj. Stanisław Sommer)

### Powstańczy szlak bojowy
Wola – Stare Miasto – kanały (oddział desantu na pl. Bankowy) – Śródmieście – Górny Czerniaków.
Wykonał szereg powstańczych zdjęć batalionu „Czata 49”, m.in. żołnierzy z plutonów por. „Piotra” i „Czarnego” na ul. Wolskiej (2 zdjęcia), rusznikarni przy ul. Karolkowej, plutonu „Piotra”, plutonu „Szczęsnego” w tzw. Domu Bankowym na rogu ul. Bonifraterskiej i Przebieg (3 zdjęcia), sanitariuszki „Xeni”, por. „Piotra”.

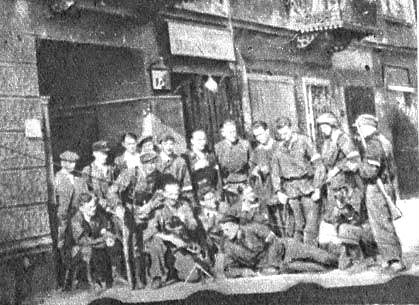
Powstanie warszawskie: Żołnierze z oddziału por. Zdzisława Zołocińskiego „Piotra” z batalionu „Czata 49" na ul. Wolskiej przy Karolkowej na Woli, 4 sierpnia 1944 r. (zdj. Stanisław Sommer)

### Fotografia
Po wojnie Stanisław Sommer kontynuował naukę, uzyskując stopień magistra inżyniera. Pracował także na Uniwersytecie Warszawskim jako chemik o specjalności fotochemicznej. Współredagował miesięcznik „Fotografia”, był współautorem wielkiej wystawy fotograficznej „Warszawa oskarża”.

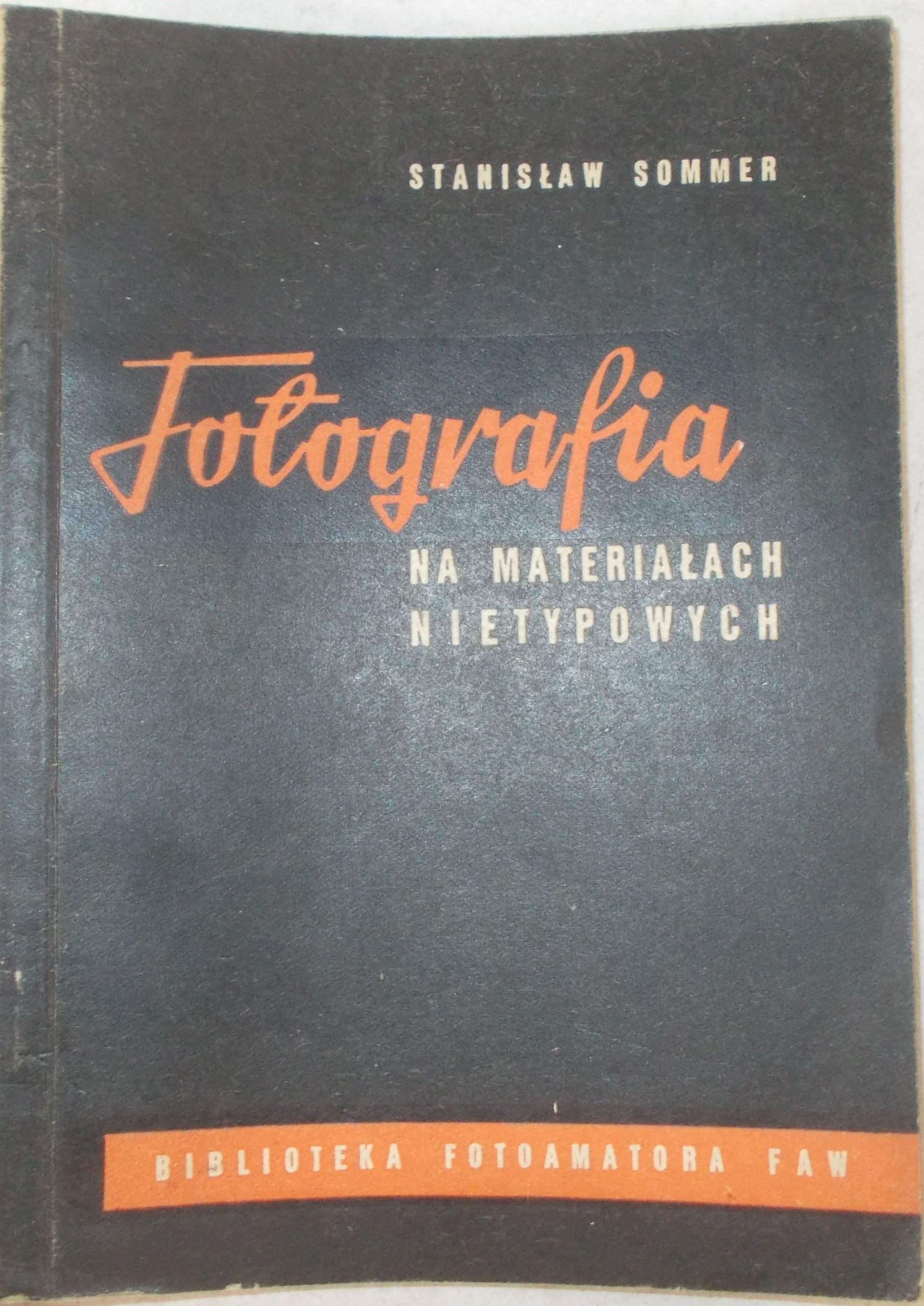
Fotografia na materiałach nietypowych autorstwa Stanisława Sommera

## Publikacje
- Proces negatywowy i pozytywowy w fotografii (Filmowa Agencja Wydawnicza, Warszawa 1954)
- Ćwiczenia rysunkowe z technologii chemicznej z zarysem maszynoznawstwa chemicznego (Państwowe Wydawnictwo Naukowe, Warszawa 1954)
- Fotografia na materiałach nietypowych (Filmowa Agencja Wydawnicza, Warszawa 1955)
- Vademecum fotografa (współpr. Witold Dederko, Filmowa Agencja Wydawnicza, Warszawa 1956)

Źródło:.